# Clenico
Clenico (in sloveno Klenik) è un centro abitato della Slovenia, frazione del comune di San Pietro del Carso.